# Lettlands socialdemokratiska arbetarparti
Lettlands socialdemokratiska arbetarparti (lettiska: Latvijas Sociāldemokrātiskā Strādnieku partija, LSDSP) är ett socialdemokratiskt politiskt parti i Lettland, med rötter från 1892. Partiet är inte representerat vare sig i dagens lettiska parlament eller i Europaparlamentet. Partiet är dock observatörsmedlem i Europeiska socialdemokratiska partiet (PES).